# (32258) 2000 OF53
2000 OF53 (asteroide 32258) é um asteroide da cintura principal. Possui uma excentricidade de 0.09735530 e uma inclinação de 7.71014º.
Este asteroide foi descoberto no dia 30 de julho de 2000 por LINEAR em Socorro.